# The Daily Telegraph
The Daily Telegraph (conhecido simplesmente como The Telegraph) é um jornal britânico standard publicado em Londres pelo Telegraph Media Group e distribuído em todo o Reino Unido e internacionalmente. Foi fundado por Arthur B. Sleigh em 1855 como The Daily Telegraph and Courier. Desde 2004, ele tem sido propriedade de David e Frederick Barclay. O jornal teve uma circulação de 523 048 em março de 2014, abaixo dos 1,4 milhão em 1980.
Ele tem um jornal irmão, o The Sunday Telegraph, iniciado em 1961 e que teve circulação de 418 670 exemplares em março de 2014. Os dois jornais são administrados separadamente, com diferentes equipes editoriais. Artigos publicados em qualquer um deles podem ser publicados no site www.telegraph.co.uk do Telegraph Media Group, sob o título de The Telegraph.
O jornal é amplamente considerado como um dos principais "jornais de referência" do país e tem sido descrito pela BBC como sendo "jornal do establishment".
Entre os furos mais notáveis estão o escândalo das despesas de parlamentares britânicos que levou a uma série de demissões políticas e sua investigação secreta sobre o gerente de futebol da Inglaterra, Sam Allardyce.

## História
O Daily Telegraph and Courier foi fundado pelo Coronel Arthur B. Sleigh em junho de 1855 para expressar uma queixa pessoal contra o futuro comandante-em-chefe do Exército Britânico, o Príncipe George, Duque de Cambridge. Joseph Moses Levy, proprietário do The Sunday Times, concordou em imprimir o jornal, e a primeira edição foi publicada em 29 de junho de 1855. O jornal custava 2d e tinha quatro páginas. No entanto, a primeira edição enfatizou a qualidade e independência de seus artigos e jornalistas: Seremos guiados por um alto tom de ação independente (We shall be guided by a high tone of independent action) .
No entanto, o jornal não foi bem-sucedido e Sleigh não conseguiu pagar a Levy a conta de impressão. Levy assumiu o controle do jornal, com o objetivo de produzir um jornal mais barato do que seus principais concorrentes em Londres, o Daily News e o The Morning Post, para expandir o tamanho do mercado geral. Levy nomeou seu filho, Edward Levy-Lawson, Lord Burnham, e Thornton Leigh Hunt para editar o jornal. Lord Burnham relançou o jornal como The Daily Telegraph, com o slogan "o maior, melhor e mais barato jornal do mundo". Hunt apresentou os princípios do jornal em um memorando enviado a Levy: "Devemos relatar todos os eventos marcantes na ciência, de modo que o público inteligente possa entender o que aconteceu e ver sua relevância para nossa vida diária e nosso futuro. O mesmo princípio deve se aplicar a todos os outros eventos - moda, novas invenções, novos métodos de condução dos negócios".
Em 1876, Jules Verne publicou seu romance "Miguel Strogoff", cuja trama se passa durante uma revolta fictícia e uma guerra na Sibéria. Verne incluiu entre os personagens do livro um correspondente de guerra do The Daily Telegraph, chamado Harry Blount, que é retratado como um jornalista excepcionalmente dedicado, astuto e corajoso, assumindo grandes riscos pessoais para acompanhar de perto a guerra em curso e trazer notícias precisas dela para os leitores do Telegraph, à frente dos jornais concorrentes.
Em 1908, o Kaiser Wilhelm II da Alemanha concedeu uma entrevista controversa ao The Daily Telegraph que prejudicou severamente as relações anglo-alemãs e contribuiu para as tensões internacionais no período que antecedeu a Primeira Guerra Mundial. Em 1928, o filho de Baron Burnham, Harry Lawson Webster Levy-Lawson, 2º Baron Burnham, vendeu o jornal para William Berry, 1º Visconde Camrose, em parceria com seu irmão Gomer Berry, 1º Visconde Kemsley, e Edward Iliffe, 1º Barão Iliffe.  

## História editorial
O Telegraph é tradicionalmente visto como um jornal de direita no aspecto político. A combinação das ligações pessoais entre a equipe editorial do jornal e as lideranças do Partido Conservador, juntamente com a influência do jornal sobre os ativistas conservadoras, resultaram com que o jornal seja frequentemente referido jocosamente como The Torygraph.

### Editores
Os editores nos últimos anos foram:
- 1974-1986 : W. F. Deedes
- 1986-1995 : Sir Max Hastings
- 1995-2003 : Charles Moore
- 2003-2005 : Martin Newland
- 2005-até  John Bryant, (Acting Editor)